# Estêvão I da Sérvia
Estêvão I Nemânica (em sérvio:  Stefan Nemanjić), dito o Primeiro-coroado (em sérvio:  Prvovenčani), foi um rei da Sérvia medieval entre 1199 e 1228.

## História
Era o segundo filho de Estêvão Nêmania e de sua esposa Ana. Com a morte do pai, recebeu a coroa de príncipe da Ráscia. Seus outros irmãos tomaram o poder sobre diversos principados sérvios: Vucano governava a Dóclea e Sava, a Zaclúmia. Logo Estêvão e Vucano entraram em conflito, apoiados respectivamente por Joanitzes da Bulgária e por Henrique da Hungria com o Papa Inocêncio III: o Segundo Império Búlgaro e o Reino da Hungria almejavam, de fato, à conquista da Sérvia.
No ano de 1202, os exércitos de Vukan derrotaram o exército de Estêvão e a Sérvia passou completamente para às mãos dos húngaros. No final de 1205, a guerra civil não terminava, até que os dois irmãos assinaram um acordo de paz: Vukan permaneceu como soberano da Dóclea, enquanto Estêvão se tornou soberano de toda a Sérvia. Obviamente, a Hungria foi preterida por este acordo.

## A politica diplomática
A Quarta Cruzada deveria libertar a Terra Santa, mas os exércitos cristãos ocuparam também Constantinopla e lá fundaram em 1204 o Império Latino: este causou a dissolução temporária do Império Bizantino.
Joanitzes da Bulgária, que tinha combatido do lado dos cruzados, decidiu sair da guerra, mas em 1207 foi morto em batalha. Estêvão decidiu, então, atacar a Bulgária: reconquistou as cidades de Vranjen, Polog, Prizren e sobretudo Niche, estratégica porque ficava no caminho entre a Europa Central e Constantinopla. Com Niche, a Sérvia teve um papel crucial na política comercial nos Bálcãs. Assinou uma aliança com Roma e com a República de Veneza: obteve em 1207 pelo Doge Pedro Ziani a mão da neta do seu predecessor Henrique Dândolo, Ana, e igrejas do pontífice para coroá-lo rei.

## Estêvão, o "primeiro coroado"

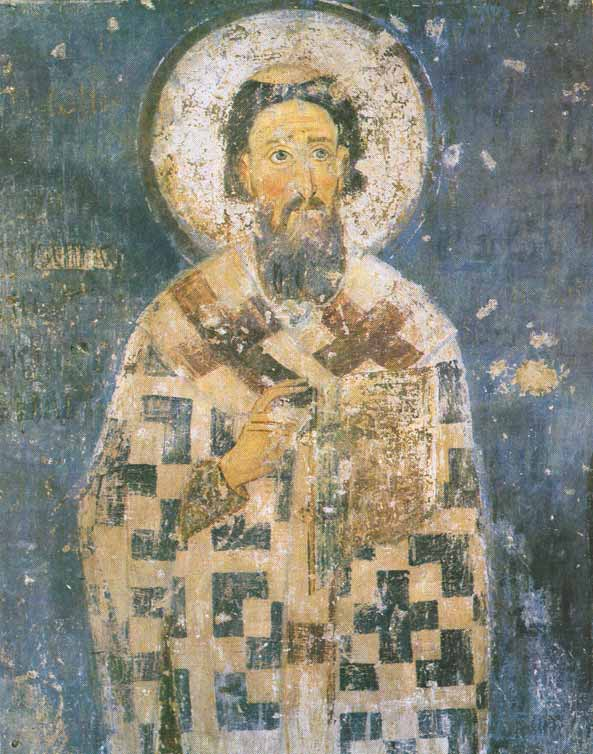
São Sava

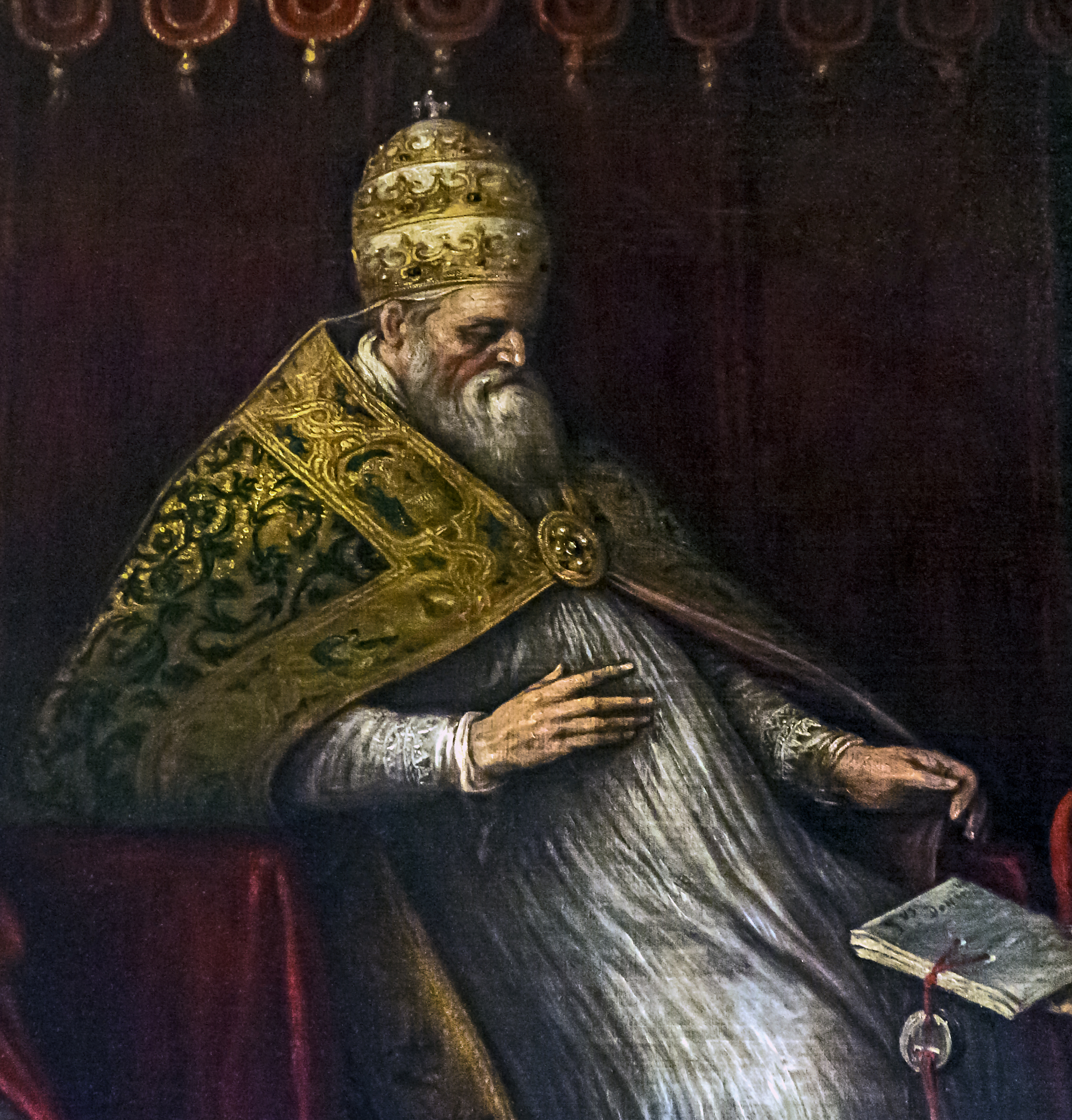
Papa Honório III

Em 1202, o Papa Honório III mandou à Sérvia em 1217 os seus emissários que levaram a Estêvão a coroa da Sérvia. Com este ato, Estêvão, que afinal já era rei da Dóclea que era submetida ao poder do Grão-Príncipe de Ráscia, se torna o primeiro soberano da Sérvia: por isto, foi dado a ele o epíteto de "primeiro coroado" – em servo-croata, Prvovenčani (Првовенчани).
A coroa concedida por um pontífice romano era um problema para o soberano de um povo ortodoxo. Após a tomada de Constantinopla, o velho Império Bizantino tinha dois soberanos: enquanto Iolanda de Briene, sucedida por Henrique de Flandres, reinava sobre o Império Latino, Teodoro Comneno Ducas governava o Despotado do Epiro com o título de imperador e, em Niceia, Teodoro Láscaris tinha fundado seu império, também reivindicando a legitimidade do trono de Bizâncio. Láscaris gozava de apoio da nobreza Bizantina e do Patriarcado de Constantinopla.
Estêvão conduziu tratativas com Láscaris e com o Patriarcado: obteve a autocefalia da Igreja Ortodoxa Sérvia em troca do abandono do apoio do Papa, e não afiançou a guida ao irmão Ratsko, que se torna arcebispo e que será conhecido desde então como São Sava. Em 1219, Sava coroou Estêvão como rei ortodoxo dos sérvios e o poder de Roma foi abandonado definitivamente.
Pouco tempo antes de morrer, Estêvão tornou-se monge. Foi sucedido pelo primogênito Estêvão Radoslau, nascido de seu matrimônio com a filha do imperador Aleixo III Ângelo, Eudócia Angelina.